# Битка на Табановцу
Српска чета од 27 људи, предвођена из Порече, сишла је у зору 27. марта 1905. у село Табановце. Са собом је носила товар од 101 пушке и 30.000 метака. Њом је командовао војвода Владимир Ковачевић, наредник српске војске. У чети су били поручник Драгомир Протић (Ковачевићев помоћник) и потпуковник Драгомир Васиљевић. Обојица су била предвиђена за војводе пошто стекну потребно теренско искуство. Од искусних четника ту су били наредник Веселин Веселиновић, Стојан Симоновић - Коруба и Стојан Ристић - Гниљанац. Војвода Ковачевић је одмах по доласку поделио чету тако што је шесторицу, предводећи Веселиновићем, послао у кућу на супротном крају села, а са осталима се сместио у две суседне куће. Међутим, турски доушник, је видео долазак чете и обавестио турски кумановски гарнизон.

## Бој
Турска војска је већ у раним часовима започела претрес кућа. Опколила је кућу у којој је била Веселиновићева група. Реформни официр Турић их је обавестио да су опкољени, напуштени од другова који су пред војском побегли и да им он гарантује живот ако се предају. Пошто је отпор у оваквим околностима био узалудан, четници су се предали.
Око три часа после подне дошло је до борбе између Ковачевиће групе и турске војске. Од првих турских плотуна погинуо је поручник Протић, а смртно рањен потпоручник Васиљевић, обојица у покушају да се пробију кроз обруч. Рањени су војвода Владимир Ковачевић и Стојан Ристић - Гниљанац. Четници су се храбро борили заустављајући плотунима и бомбама јурише Турака. Ту се посебно показао бомбаш Ковачевић. Борба је трајала до дубоко у ноћ, када су се Турци повукли са попришта борбе. Турци су често избегавали ноћне сукобе са српским четама.
Масакр у Куманову
У међувремену седам српских заробљених четника су везали и спровели у Куманово. После саслушања у Беледији требало је да буду спроведени у затвор. На општинском тргу дочекала их је маса фанатизованих муслимана, међу којима је било много муслиманских Цигана - поткивача. Они су на линчовали везане четнике, разбивши им главе чекићима и мрцварили њихова беживотна тела са секирама, ножевима и моткама. 
Да би смирили кумановске Србе, турске власти си им одобриле да четнике свечано сахране. Солидарност са Србима су ту показали и кумановски бугараши, који су присуствовали сахрани убијених Срба.

## Резултат
Губици Турака у Табановцу били су око 60 мртвих и рањених. Погинуло је 11 четника (Драгомир Протић, Драгомир Васиљевић, Веселин Веселинковић, Сава Јовановић, Трајко Ђорђевић, Радош Радуловић, Сава Стевановић, Давид Бошњанин, Трајче Кумановац, Стојан Кумановац и Никола Јабланичанин), са двоје рањених.